# Sajólád
Sajólád är en ort i Ungern.   Den ligger i provinsen Borsod-Abaúj-Zemplén, i den nordöstra delen av landet, 150 km öster om huvudstaden Budapest. Sajólád ligger 104 meter över havet och antalet invånare är 3 001.
Terrängen runt Sajólád är platt. Runt Sajólád är det ganska tätbefolkat, med 83 invånare per kvadratkilometer. Närmaste större samhälle är Miskolc, 10,3 km nordväst om Sajólád. Trakten runt Sajólád består till största delen av jordbruksmark.